# Петровское (Стыльский сельский совет)
Петровское (укр. Петрівське) — село на Украине, находится в Старобешевском районе Донецкой области. С 2014 года под контролем ДНР. По сообщениям украинской стороны, с 2018 по 2022 год находилось под контролем ВСУ. Представители ДНР не подтверждают потерю контроля над населённым пунктом, и говорят лишь о «срыве» украинской стороной договорённостей об отводе войск. На данный момент в селе проживает 6 семей , большая часть домов и построек разрушено вследствие боев в 2015 году .

## География
К западу от села проходит линия разграничения сил в Донбассе (см. Второе минское соглашение).
В Донецкой области имеются ещё 10 одноимённых населённых пунктов, в том числе 1 в том же Старобешевском районе: село Петровское (Петровский сельский совет); 3 в соседнем Волновахском районе: посёлок Петровское к востоку от пгт. Оленовка (Оленовский поселковый совет), село Петровское к северо-востоку от Степного (Петровский сельский совет); 1 в соседнем Тельмановском районе: село Петровское к юго-западу от Тельманова.

### Соседние населённые пункты по странам света

#### Под контролем Украины
З: Богдановка, Новогнатовка
ЮЗ: Старогнатовка, Василевка

#### Под контролем ДНР
СЗ: город Докучаевск
С: Стыла
СВ: Родниково, Кипучая Криница, Зерновое
В: Раздольное
ЮВ: Староласпа, Василевка
Ю: Новоласпа, Белая Каменка

## Население
Население по переписи 2001 года составляло 212 человек.

## Общие сведения
Код КОАТУУ — 1424587903. Почтовый индекс — 87221. Телефонный код — 6253.

## Адрес местного совета
87221, Донецкая область, Старобешевский р-н, с.Стыла, ул.Ленина, 31а